# Runde (Drenthe)
De Runde is een veenbeek in Zuidoost-Drenthe en vormde oorspronkelijk de bovenloop van de Ruiten Aa.
De beek ontsprong in het Zwarte Meer, waar later de nederzetting Zwartemeer werd gevestigd nadat het meer was drooggevallen. Vervolgens liep hij door de veenkolonie Emmer-Compascuum. Het veenbeekje liep dwars door het dorp. Toen afwatering van het moeras via deze beek niet meer nodig was, werd hij gedempt. Er bleven hier en daar kleine watergangen over die de naam Runde droegen.
Sinds 2005 worden de plannen uitgevoerd om deze beek weer te reconstrueren. Er wordt een waterloop met natuurvriendelijke oevers aangelegd van het natuurgebied het Bargerveen naar de Gietwaterplas voor het tuinbouwcentrum van Klazienaveen, waarbij de loop van de oude Runde ongeveer wordt gevolgd. Deze waterleiding loopt dan verder vanuit deze plas naar het noorden onder de naam Runde en wordt natuurvriendelijk ingericht met vistrappen en aangepaste oevers. Een deel van de reconstructie vindt plaats in het kader van het uitbreidingsplan voor de glastuinbouw bij Klazienaveen Het Rundedal. Noordelijk hiervan doorkruist zij het Veenpark bij Barger-Compascuum. Daar worden informatie-eilanden aangelegd waarop bezoekers van het park onder meer kennis kunnen maken met de geschiedenis van deze veenbeek. Via een buis wordt zij onder het kanaal van dit park geleid. Hierna passeert zij het nieuw aangelegde landgoed Scholtenszathe, waar nieuwbouw, landschapsarchitectuur en natuurbouw met elkaar zijn verbonden. De Runde maakt hier deel uit van een 60 meter brede ecologische verbindingszone. Via het gehucht Foxel loopt de beek naar Emmer-Compascuum en is daar ingebed in een uitgebreide groenvoorziening. Na Roswinkel gaat de beek naar Ter Apel, waar zij via een buis onder het Ter Apelkanaal wordt doorgeleid om aan te sluiten op de Bosbeek. Die vormt een stroomopwaartse verlenging van de Ruiten Aa in de bossen bij ter Apel.
Het is de bedoeling dat de nieuwe Runde een ecologische verbindingszone gaat vormen tussen Bargerveen en de natuurgebieden rond de Ruiten Aa, die deel uitmaken van de ecologische hoofdstructuur van Nederland. Anno 2008 zijn de reconstructiewerkzaamheden in een ver gevorderd stadium.

## "Was getekend, de Runde"
De gereconstrueerde Runde is de spil in het kunstproject Was getekend, de Runde. Jeroen van Westen, de bedenker van dit plan, ontwierp het Fort voor het water bij Roswinkel. Dit kunstwerk is het eerste uitgevoerde kunstwerk van het kunstproject. Het ligt op de plek van het voormalige Fort Roswinkel.
Ten noorden van Barger-Compascuum zijn langs de Runde vier zogenaamde huisplaatsen ingericht. Dit zijn kunstzinnige herinneringen aan de vroegere bewoning van het gebied door veenarbeiders, die vanuit diverse streken naar Drenthe trokken om werkzaam te zijn in de afgraving van hoogveengebieden voor de turfwinning. Verder zijn op diverse plaatsen langs de Runde betonnen ramen geplaatst, die een doorkijkje geven op het dal van de Runde.